# Vigevano Calcio
Vigevano Calcio, thường được gọi là Vigevano, là một câu lạc bộ bóng đá Ý có trụ sở tại Vigevano, Lombardy.
Trong mùa 2010-11, từ Serie D nhóm A xuống hạng Eccellenza Lombardy.
Màu sắc của nó là xanh nhạt và trắng.
Trước đây được biết đến với tên gọi Jacani Calciatori Vigevanesi (tiếng Anh: Young Vigevanese Footballers), đội đã tham gia tới 11 mùa giải Serie B, chủ yếu vào những năm 1930 và 1940.